# Anenská Ves
Anenská Ves (německy Annadorf) je malá vesnice, část obce Krajková v okrese Sokolov v Karlovarském kraji. Nachází se asi 1,5 kilometru jihovýchodně od Krajkové. Anenská Ves leží v katastrálním území Hrádek u Krajkové o výměře 4,02 km².

## Historie
První písemná zmínka o vesnici pochází z roku 1784.

## Obyvatelstvo
Při sčítání lidu v roce 1921 zde žilo 102 obyvatel, všichni německé národnosti, kteří se hlásili k římskokatolické církvi.
| Rok            | 1869 | 1880 | 1890 | 1900 | 1910 | 1921 | 1930 | 1950 | 1961 | 1970 | 1980 | 1991 | 2001 | 2011 | 2021 |
| -------------- | ---- | ---- | ---- | ---- | ---- | ---- | ---- | ---- | ---- | ---- | ---- | ---- | ---- | ---- | ---- |
| Počet obyvatel | 117  | 96   | 90   | 95   | 113  | 102  | 86   | 105  | 62   | 46   | 27   | 29   | 29   | 43   | 38   |
| Počet domů     | 21   | 21   | 21   | 20   | 20   | 19   | 20   | 24   | -    | 13   | 10   | 10   | 10   | 14   | 18   |

## Obecní správa
Při sčítání lidu v letech 1850–1879 Anenská Ves byla osadou obce Krajková v okrese Falknov.
V letech 1880–1952 byla osadou obce Hrádek v okrese Falknov nad Ohří (v letech 1890–1910 Falknov). Od roku 1953 je opět částí obce Krajková v okrese Sokolov.